# Condado de Hidalgo (Texas)
O Condado de Hidalgo (em inglês:  Hidalgo County) é um dos 254 condados do estado norte-americano do Texas. A sede do condado é Edinburg, e sua maior cidade é McAllen. Foi fundado em 1852.
O condado possui uma área de 4 100 km², dos quais 31 km² estão cobertos por água, uma população de 774 769 habitantes, e uma densidade populacional de 190,4 hab/km² (segundo o censo nacional de 2010).